# Kleppischberg

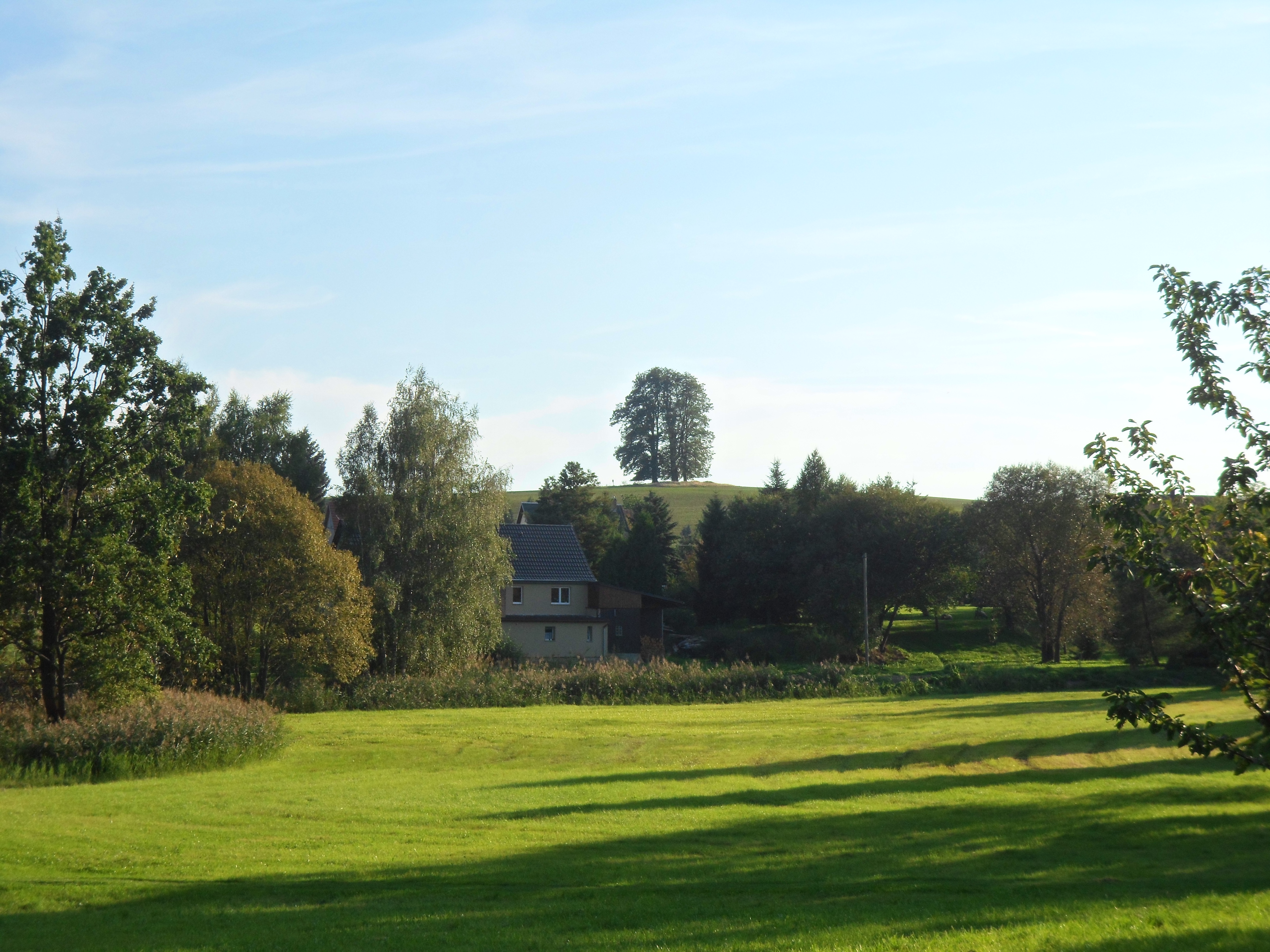
Blick von Oberrammenau auf den Kleppischberg

Der Kleppischberg oder Kleppschberg ist eine nach drei Seiten abfallende Erhebung des Lausitzer Zweiglimmergranodioritmassivs im Westlausitzer Lößhügelland. Das Grundgebirge setzt sich aus dem Westlausitzer Granodiorit und dem Lausitzer Zweiglimmergranit zusammen und wird von jungen Decksedimenten (Lößlehmschichten der Weichselkaltzeit) überlagert.
Der 344 Meter hohe Berg liegt etwa vierhundert Meter südlich von Oberrammenau und bietet, wie der benachbarte 343 Meter hohe Huberts- oder Hubrichtberg, nach Südosten und Süden einen umfassenden Blick. Auf der Bergkuppe stehen fünf in einem Kreis von sechs Meter Durchmesser angeordnete Linden. Sie wurden 1817 im Auftrag der Frau des damaligen Rammenauer Schlossbesitzers, des Rittmeisters von Kleist, gepflanzt und darunter wurde eine Familiengruft angelegt. Das verdeutlicht, wie sich in der Romantik Mystik und Naturgefühl vermischten. Die Gruft wurde aber nur vorübergehend genutzt und ist heute verfallen. Die Linden stehen wie die Pfarrlinde auf dem benachbarten Pfarrberg (335 m) als Naturdenkmal unter besonderem Schutz.
Im Tal zwischen dem Kleppischberg, dem Hubrichtberg und dem Tanneberg (370 m) liegt das Oberdorf Rammenaus mit dem Schloss. Diese Barock-Anlage liegt an einem mit Stieleichen bewachsenen Damm, der sich am Ostfuß des Berges, am unmittelbaren Ortsrand von Rammenau quer durch ein Muldental zieht. Bis 1721 wurde hier das Wasser des Kleppsch- oder Tiefen Teiches gestaut. Seit Ernst Ferdinand von Knoch sich an seinem Rand von Johann Christoph Knöffel das Schloss völlig neu errichten und dahinter einen Barockgarten anlegen ließ, breiten sich dahinter Wiesen aus.
Kleppischberg und Kleppischteich haben ihren Namen vermutlich von einer ehemaligen Hammerwerkssiedlung, die sich vor der mittelalterlichen Ostkolonisation beim Kleppischberg befunden haben soll. Alfred Meiche leitete den Namen vom sorbischen klepač (Hammer) her.
1783 wurde eine anfangs hölzerne Wasserleitung von einer Quelle am Hang des Kleppischberges zum Rammenauer Ortsteil Schaudorf fertiggestellt, ein Röhrmeister wachte über den Zustand der Rohre.